# 阪奈中央リハビリテーション専門学校
阪奈中央リハビリテーション専門学校（はんなちゅうおうリハビリテーションせんもんがっこう）は、大阪府四條畷市にある私立専修学校。学校法人栗岡学園が運営する。

## 沿革
- 1995年 - 開校
- 1996年 - 作業療法学科を設置
- 2017年 - 日本語科を設置

## 学科
- 理学療法学科
- 作業療法学科
- 日本語科

## 所在地
- 〒575-0013 大阪府四條畷市田原台6丁目4番43号